# Vietnamská kuchyně
Vietnamská kuchyně (vietnamsky Ẩm thực Việt Nam) je důležitou částí vietnamské kultury. Jídlo představuje pro Vietnamce možnost strávit čas společně s rodinou a je hlavním prvkem oslav a svátků.
Hlavní ingredience využívané ve vietnamské kuchyni v sobě odrážejí polohu země a místní klima. Rýže, která se pěstuje na vodních polích po celé zemi, tvoří součást každodenních jídel, a navíc se z ní vyrábějí různé druhy nudlí nebo koláčů. Kromě množství buddhistických vegetariánských pokrmů jsou vietnamská jídla kombinací rozmanitých druhů zeleniny, bylin a masa. Ingredience se připravují na mnoho způsobů, jako je vaření, dušení nebo smažení. Cílem kuchařů je zachování co nejčerstvější a přírodní chuti jídel. Vietnamská kuchyně je často považována za jednu z nejzdravějších na světě.
Vietnamská kuchyně se řídí filozofií pěti elementů (ngũ hành) v pěti základních chutích: ostrá (železo), kyselá (dřevo), hořká (oheň), slaná (voda) a sladká (země). Každé vietnamské jídlo má svoji vlastní chuť, která odráží jeden nebo více z těchto elementů.

## Historie
Historicky byla vietnamská kuchyně ovlivněna kuchyní svých sousedů. V 1. tisíciletí našeho letopočtu byli Vietnamci pod nadvládou Číny, díky čemuž převzali mnoho ingrediencí, jídel a způsobů přípravy jídla z čínské kuchyně. Například používání jídelních hůlek, smažení na pánvi wok či používání sójové omáčky. Přesto si vietnamská kuchyně udržela svůj osobitý charakter a čínský vliv je omezený hlavně na sever země. Díky invazi Mongolů v 13. století se zde také rozšířilo používání hovězího masa. To se vyskytuje v typických vietnamských jídlech, jako je například hovězí nudlová polévka phở bò či bò bảy món neboli sedm způsobů úpravy hovězího. Na začátku 2. tisíciletí byl pak jih Vietnamu pod vlivem kambodžské Khmerské říše, která, spolu s dalšími sousedy, jako je Thajsko a Laos, přinesla do vietnamské kuchyně kambodžské ploché vaječné nudle, čili papričky, kokosové mléko nebo kari.

Tradiční vietnamské stolování

Od poloviny 19. století kolonizovali Vietnam Francouzi a založili zde Francouzskou Indočínu. Přinesli s sebou také nové ingredience, například zeleninu jako brambory, mrkev, artyčok, cibuli nebo chřest. Tato zelenina se zde začala používat podobně jako běžné domácí druhy, což dokládají i její vietnamské názvy. Brambory se nazývají khoai tây ("západní jamy"), cibule zase hành tây ("západní šalotka") a chřest măng tây ("západní bambusové výhonky"). Dalším výrazným francouzským prvkem ve vietnamské kuchyni jsou bagety (bánh mì), které se ale na rozdíl od francouzských připravují z rýžové mouky a plní se masem, paštikou, bylinkami a nakládanou zeleninou. Dále Francouzi obohatili místní kuchyni o mléčné výrobky a různé druhy dezertů, jako je například bánh flan, což je dezert z vaječných žloutků, smetany a karamelu.

## Ingredience

### Rýže

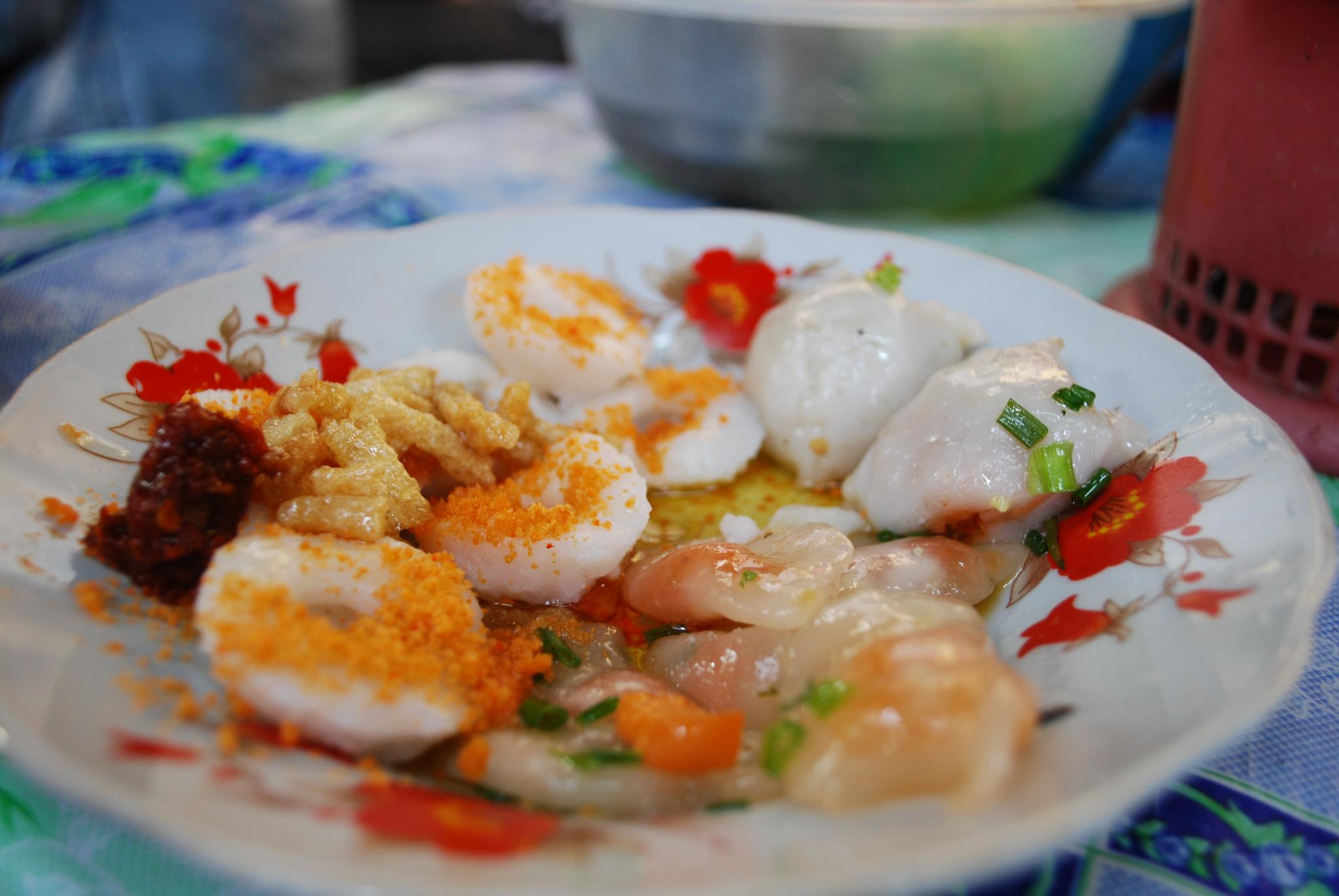
Bánh bèo, vietnamské rýžové koláčky, a bánh ít trần, plněné knedlíčky z rýžové mouky

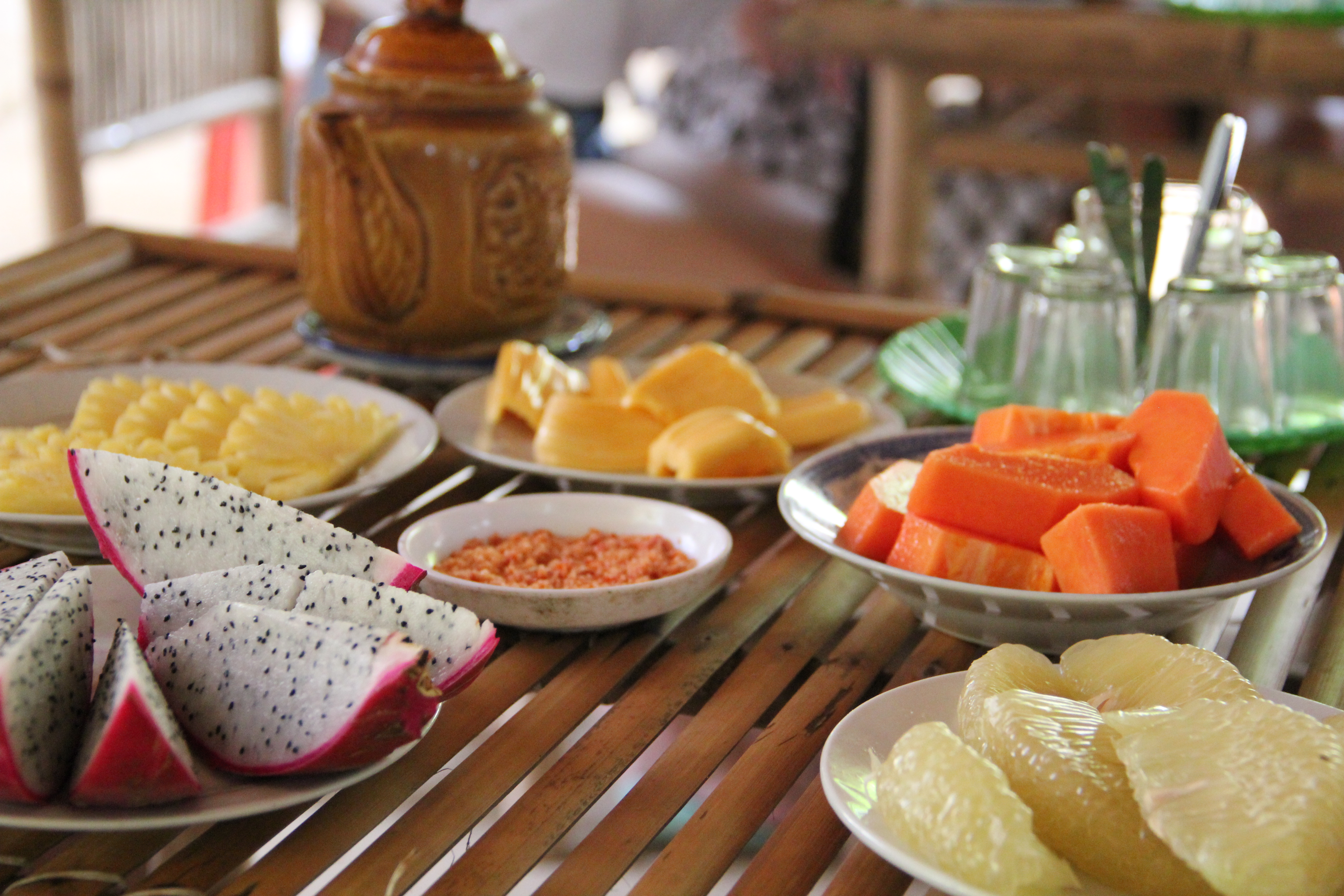
Různé druhy vietnamského ovoce: mango, ananas, papája, pitahaya, pomelo a další

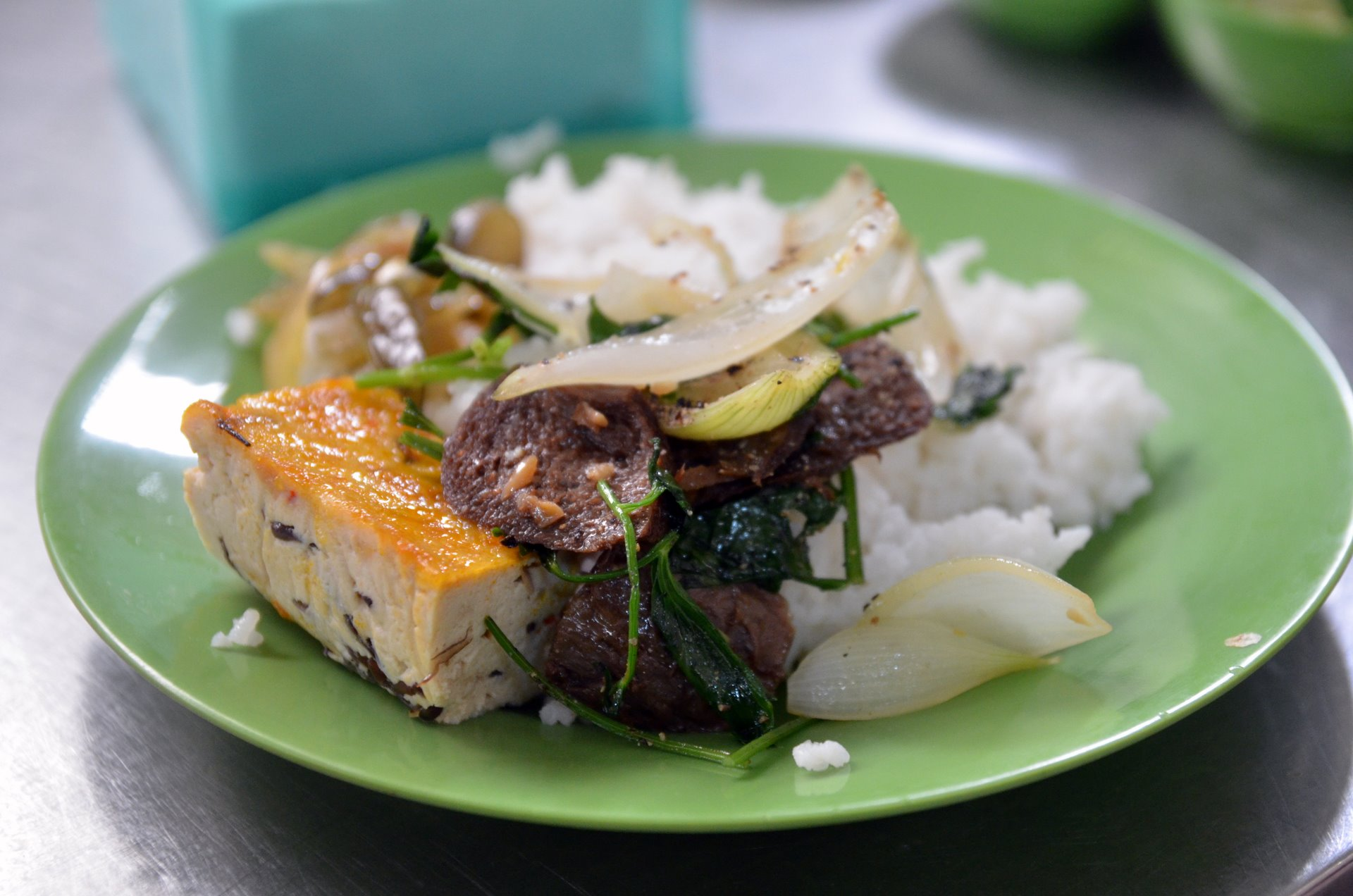
Vietnamské vegetariánské tofu se zeleninou a rýží

Rýže (gạo) je základní surovinou vietnamské kuchyně. Jí se zde zejména bílá rýže, jasmínová rýže či lepkavá rýže (gạo nếp). Bílá nebo jasmínová rýže se obvykle jí dušená, jako příloha ke každému jídlu. Lepkavá rýže se nechává dusit ještě s dalšími ingrediencemi, jako jsou fazole mungo, kokos a cukr. Tento pokrm se nazývá xôi. Nejpopulárnější je novoroční pokrm z lepkavé rýže a ovoce momordiky, červená rýže (xôi gấc)
Rýže se může zpracovávat na rýžovou mouku, ze které se vyrábí různé druhy nudlí - například tenké

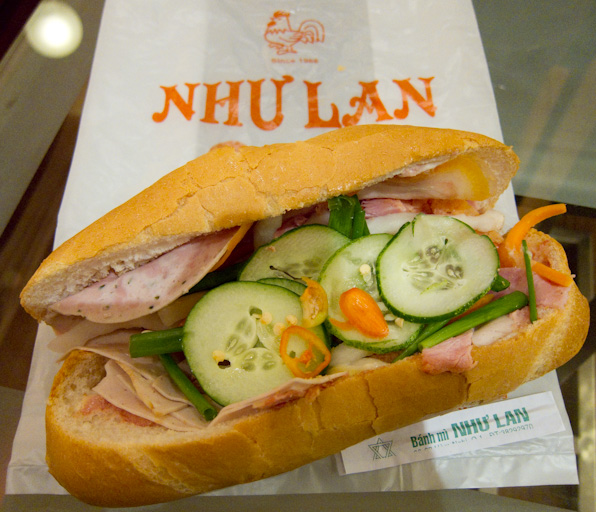
Bageta bánh mì, která je dědictvím francouzského vlivu ve Vietnamu

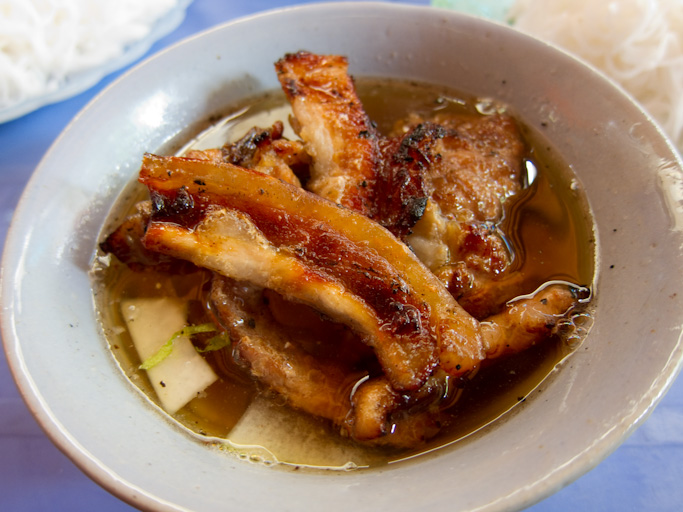
Vietnamské bún chả – grilované maso v omáčce nước chấm s rýžovými nudlemi a zeleninou

bún či tlusté a ploché bánh phở, které se dávají do polévek (phở). Z rýže se vyrábí také některé druhy knedlíků a slaných koláčů, například hranaté rýžové koláče plněné masem a fazolemi (bánh chưng). Do tenkých listů rýžového papíru (bánh tráng) se obvykle balí maso, nebo se plní různými ingrediencemi a tyto rolky smaží (nem rán) či se jí čerstvé (nem cuốn).

### Zelenina
K běžně konzumované zelenině patří zelí (cải bắp), čínské zelí (cải thìa), česnek (tỏi), jarní cibulka (hành), mrkev (cà rốt), cibule (hành tây), čili papričky (ớt), bambusové výhonky (măng), daikon (củ cải trắng), květák (súp lơ), okurka (dưa chuột), salát (xà lách), fazolové klíčky (giá đỗ) a další. Mezi speciality patří vodní špenát (rau muống), hořká okurka (khổ qua) a beninkasa (bí đao), z níž se připravuje i čaj. Místo brambor se užívají batáty (khoai lang), taro (khoai nước, khoai môn nebo khoai sọ) a maniok (khoai mì nebo sắn), z něhož se vyrábí i tapioka užívaná při přípravě dezertů. Zelenina se dusí a podává s nudlemi jako polévka, smaží se či se přidává do kari, balí se do rýžového papíru nebo podává jako příloha či salát. Canh je odlehčená zeleninová polévka, která se obvykle podává na konci jídla.

### Ovoce
K oblíbeným druhům ovoce patří mango (xoài), ananas (dứa), meloun (dưa hấu), liči (vải), mandarinka (quýt hồng), karambola (khế), kokos (dừa), papája (đu đủ), durian (sầu riêng), jackfruit (mít), pitahaya (thanh long) a pomelo (bưởi), které se jedí jako občerstvení, sladké přílohy k jídlu či se přidávají do slaných jídel, jimž dodávají kontrastní sladkou chuť. Typicky vietnamským ovocem je momordika (gấc), která dodává rýžovými jídlům červenou barvu.

### Luštěniny a oříšky
Luštěniny, jako jsou fazole, hrášek a čočka, se běžně jedí po celém Vietnamu. Tofu (đậu phụ), které se vyrábí ze sóji, je ingrediencí mnoha tradičních pokrmů. Oblíbenou přísadou jsou i fazolové výhonky (rau mầm) a hráškové lusky. Arašídy (lạc) se roztírají na pasty, které se přidávají do polévek, dušených či nudlových pokrmů. Rozdrcené arašídy se také používají na posypání hotových jídel. Ze sezamových semínek (vừng) se vyrábí sezamový olej, který se v malých dávkách využívá k dochucení jídel, a také se sypají na hotová jídla.

### Ryby a mořské plody
Vietnam je přímořský stát a má zároveň bohatou říční síť, proto tvoří ryby, vodní korýši (krevety (tôm), krabi) a měkkýši (kalmáři (mực), chobotnice, škeble) základní část tradiční vietnamské stravy. Ryby a mořské plody jsou oblíbené zejména v polévkách, smažených směsích, rýžových jídlech, kari pokrmech s kokosovým mlékem, jako pečené, grilované nebo zabalené v rýžovém papíře. Ze sladkovodních ryb je oblíbený lezoun indický (cá rô) a další druhy čichavců, hadohlavec (cá lóc), kapr (cá chép), amur (cá trắm cỏ), pangas(cá tra nuôi) a hrdložábřík (vietnamský úhoř) (lươn). Z mořských ryb se jí například kanic (cá mú), makrela (cá thu) a wahoo (cá thu ngàng).

#### Rybí omáčka
Rybí omáčka (nước mắm) je velmi podstatnou součástí vietnamské kuchyně. Používá se jako základní ingredience různých omáček (například nước chấm), dochucují se jí nejrůznější pokrmy. Má ve Vietnamu stejnou funkci jako například sójová omáčka v Číně. Rybí omáčka se vyrábí tak, že se ve velkých nádržích nechají několik měsíců kvasit vrstvy ančoviček a jiných ryb, soli a dalších ingrediencí. Postupně se na dně nádoby vytvoří kapalina, která se přelévá na vrch surovin a nechává se opět fermentovat. Výsledná omáčka má zároveň slanou i sladkou chuť.

### Maso
Maso se tradičně jedlo ve Vietnamu střídmě. Konzumuje se hlavně maso hovězí (thịt bò), které se jí nejčastěji smažené s různými druhy zeleniny, vařené se sójovou omáčkou či v polévkách, vepřové (thịt lợn), obvykle namleté jako náplň různých závitků a rolek, a kuřecí (thịt gà), jež se vaří s různým kořením či smaží s nudlemi nebo rýží a zeleninou. Kozí (thịt dê) a telecí maso (thịt bê) se nejčastěji podává pečené a nakrájené na tenké plátky, pokapané citronovou šťávou a posypané sezamem. Psí maso (thịt chó) je považováno za specialitu a jsou mu připisovány léčebné účinky (dodává tělu sílu, sejme neštěstí). Připravuje se obvykle pečením nad ohněm, dušením, vařením či smažením. Ve Vietnamu se jí i maso dalších zvířat, například hadů, želv, jelínka mundžaka, luskouna nebo divokého prasete, avšak maso domácích koček se konzumuje jen vzácně a jeho požívání je ilegální. V minulosti se připravovalo pod názvem tiểu hổ "tygří mládě".

### Bylinky a koření

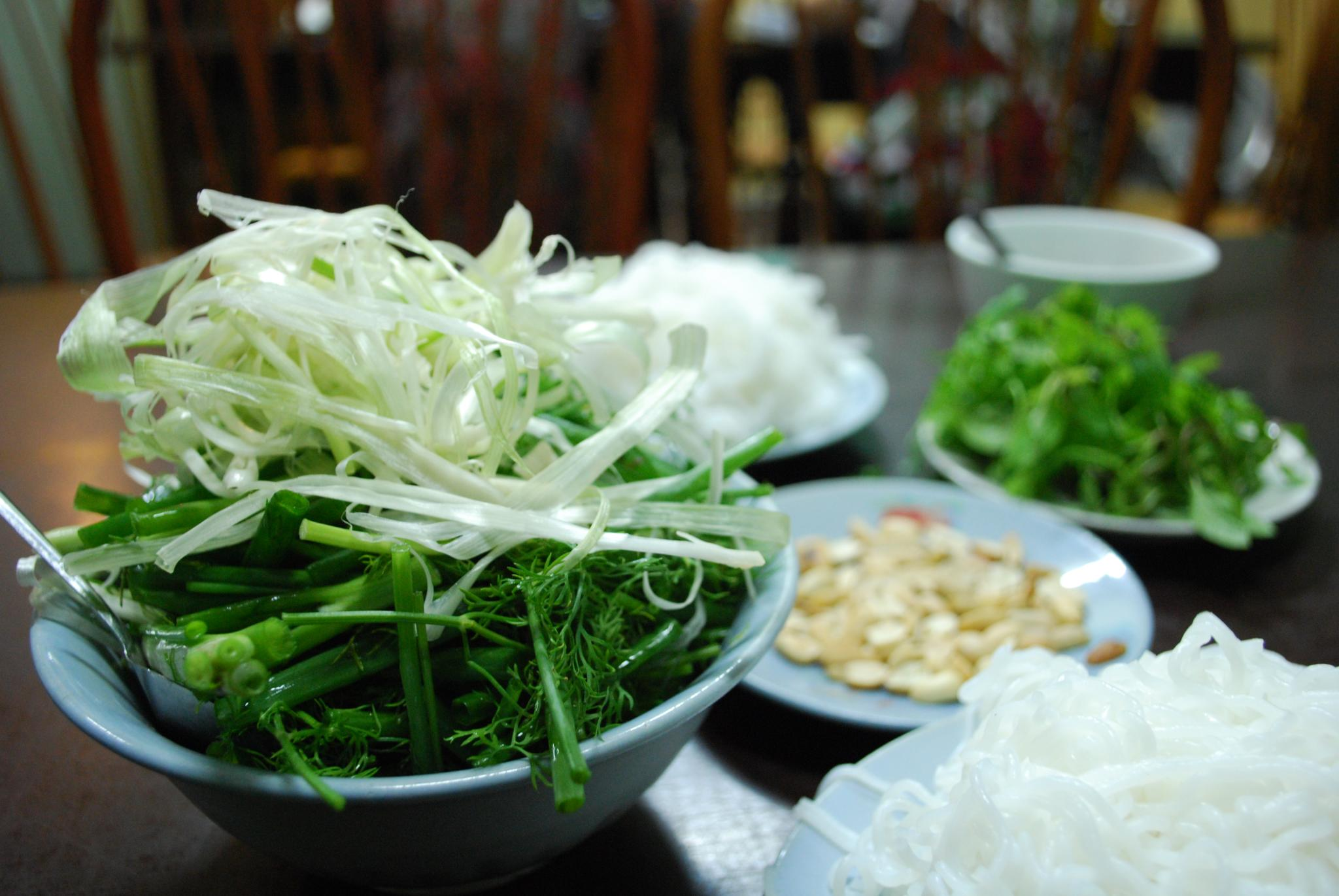
Bylinky a zelenina (koriandr, kopr, máta, jarní cibulka a další) připravené jako příloha k jídlu

Bylinky (rau thơm) jsou důležitou součástí vietnamské kuchyně. Bylinky se podávají téměř ke každému jídlu, natrhané čerstvé bylinky se používají na posypání, přidávají se do nejrůznějších jídel, jako jsou polévky, nudlové a rýžové pokrmy, saláty, dušená jídla, plní se jimi pečivo a rolky.
K používaným bylinkám a dalším dochucovadlům patří koriandr (rau mùi), bazalka (rau quế), perila (tía tô), vietnamský koriandr (rau răm), bahnatka vonná (ngổ), mexický koriandr (mùi tàu), citronová tráva (chi sả), čili papričky (ớt), galangal (riềng), zázvor (gừng), badyán (đại hồi), tamarind (me), směs pěti koření (ngũ vị hương), kurkuma (nghệ) a další.

## Techniky vaření
- Chiên, Rán: smažená jídla.
- Xào: smažení na menším množství oleje za stálého míchání.
- Kho: dušená jídla.
- Hầm: pomalé a dlouhé vaření s množstvím koření a dalšími ingrediencemi.
- Rim: dušení (voda se obvykle přímo nevaří).
- Luộc: jídla vařená ve vodě.
- Hấp: jídla připravovaná v páře.
- Om: vaření v keramickém hrnci.
- Gỏi: saláty.
- Nướng: grilování.
- Rô ti: opekání a následné dušení jídla.
- Cháo: rýžová kaše.
- Quay: pečená jídla. [23]
- Súp: polévky.
- Cà ri: kari.
- Cuốn: různé ingredience zabalené v rýžovém papíře.

## Jídla

### Polévky
| Název      | Obrázek | Popis |
| ---------- | ------- | --- |
| Phở        |         | Polévka se širokými rýžovými nudlemi (phở) podávanými s kousky masa - obvykle hovězí (phở bò) nebo kuřecí (phở gà), zeleninou a bylinkami (cibule, jarní cibulka, koriandr, thajská bazalka), které se zalijí vývarem z kostí a masa, cibule, zázvoru a různých druhů koření (skořice, badyán atd.). Polévka se ochucuje limetkou, Chilli papričkami a rybí omáčkou. |
| Bún bò Huế |         | Nudlová polévka s hovězím masem, citrónovou trávou, koriandrem, limetkou, krevetovou omáčkou a fazolovými výhonky. |
| Bún Mắm    |         | Polévka s mořskými plody (krevety, chobotnice) a rýžovými nudlemi. |
| Canh chua  |         | Rybí polévka s karambolou, ananasem, rajčaty a vývarem ochuceným tamarindem a dalším kořením či bylinkami. Obvykle se přidávají i mořské plody. |

### Maso
| Název         | Obrázek | Popis |
| ------------- | ------- | --- |
| Bún chả       |         | Grilované vepřové s tenkými rýžovými nudlemi (bún), bylinkami, zeleninou a omáčkou nước chấm.                                                                                                |
| Bò kho        |         | Dušené hovězí se zeleninou (mrkev, ředkev, cibule), nudlemi a různým kořením. |
| Bún bò Nam Bộ |         | Salát z tenkých rýžových nudlí, salátu, smaženého hovězího masa, cibule, fazolových výhonků a jiné zeleniny a bylinek. Vše se přelije vývarem a posype drcenými arašídy a smaženou šalotkou. |
| Chả lụa       |         | Vepřová klobása. |

### Rolky a placky
| Název     | Obrázek | Popis |
| --------- | ------- | --- |
| Bánh cuốn |         | Dušené rolky z tenkého rýžového těsta plněná mletými houbami a vepřovým, posypané kousky smažené šalotky a podávané s omáčkou nước chấm                 |
| Nem cuốn  |         | Často také nazývané gỏi cuốn či letní závitky. Čerstvé rolky z vepřového masa či krevet, zeleniny a bylinek, které se balí do rýžového papíru.          |
| Nem rán   |         | Známé jako jarní závitky. Smažené rolky z rýžového papíru naplněné směsí masa, hub, nudlí a dalších ingrediencí.                                        |
| Bánh xèo  |         | Smažené palačinky z těsta z rýžové mouky, kurkumy a kokosového mléka, které se plní vepřovým masem, krevetami, fazolovými výhonky, salátem a bylinkami. |

### Rýže
| Název      | Obrázek | Popis |
| ---------- | ------- | --- |
| Xôi        |         | Lepkavá rýže připravovaná s množstvím různých ingrediencí, například na sladko s cukrem, kokosovým mlékem, luštěninami, oříšky, ovocem či na slano s masem, luštěninami atd.                                  |
| Bánh chưng |         | Tradiční koláč z lepkavé rýže, vepřového masa a fazolové pasty. Tyto ingredience se zabalí do banánového listu, ve kterém se i vaří. Toto jídlo se tradičně podává o oslavách vietnamského Nového roku (Tết). |

### Pečivo
| Název   | Obrázek | Popis |
| ------- | ------- | --- |
| Bánh mì |         | Vietnamská bageta s paštikou, majonézou, nakládanou mrkví a daikonem, okurkou, čili papričkami a různými druhy masa, jako je grilované maso, vietnamská šunka či salám, smažené tofu a další. |

### Dezerty
| Název    | Obrázek | Popis |
| -------- | ------- | --- |
| Bánh rán |         | Fritované bochánky z mouky z lepkavé rýže plněné sladkou pastou z fazolí mungo s jasmínovou esencí a obalované v sezamových semínkách. Jasmínová esence se používá pouze v severním Vietnamu. |

## Nápoje
| Název         | Obrázek | Popis                                                                                     |
| ------------- | ------- | ----------------------------------------------------------------------------------------- |
| Trà Việt      |         | Vietnamský (zelený) čaj.                                                                  |
| Cà phê sữa đá |         | Silná káva podávaná s ledem a kondenzovaným mlékem.                                       |
| Nước mía      |         | Šťáva z cukrové třtiny.                                                                   |
| Rượu rắn      |         | Had naložený v rýžové pálence či pálenka smíchaná s hadími tekutinami (krev, žluč a jed). |

## Regionální kuchyně

### Severní Vietnam

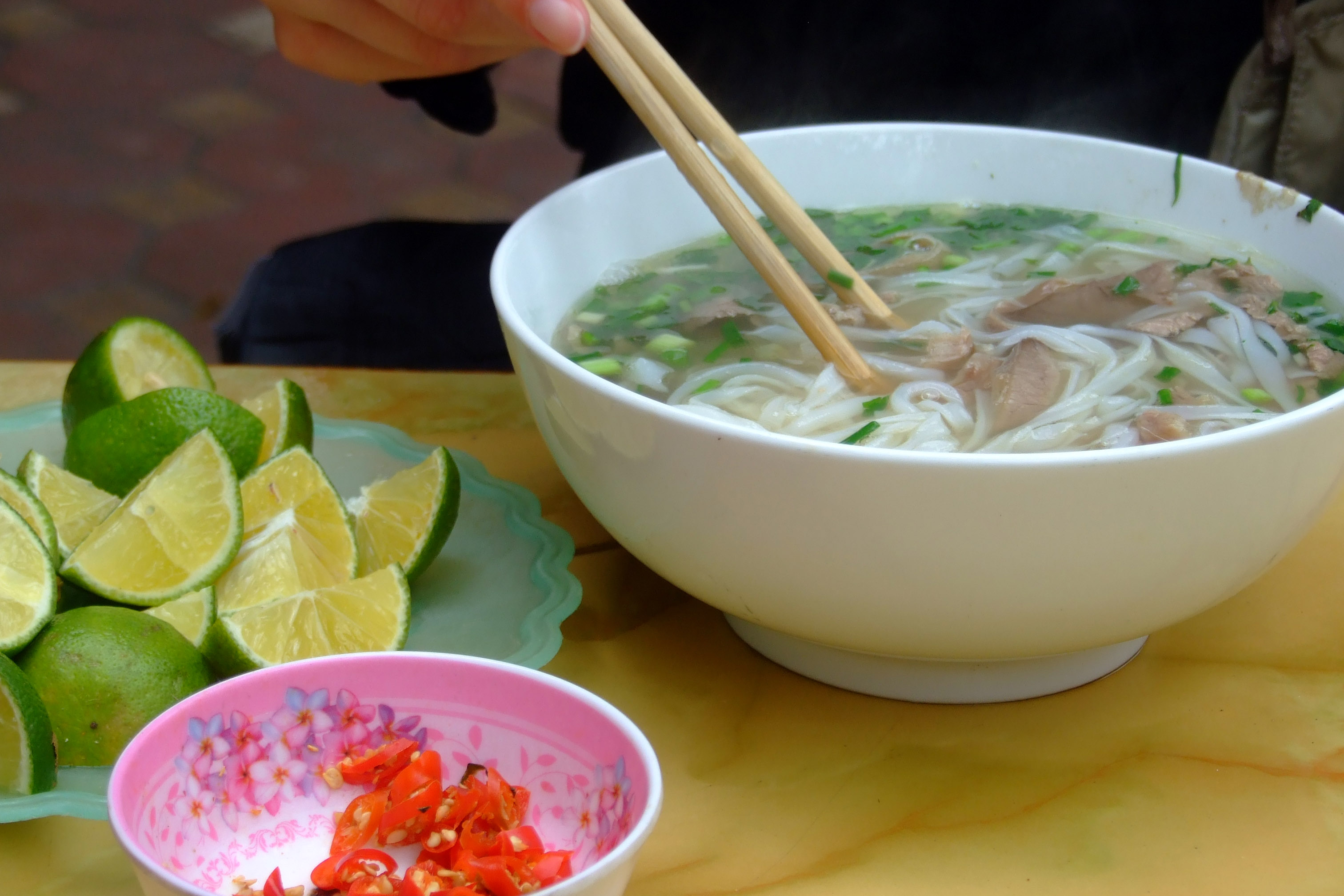
Hovězí phở bò podávané v Hanoji

Kuchyně severního Vietnamu, jehož centrem je hlavní město Hanoj, sdílí mnoho podobností s čínskou kuchyní. Chladnější podnebí zde omezuje zemědělskou produkci různých druhů koření, jídla jsou tu proto méně pálivá. K docílení ostré chuti se tu místo čili papriček používá více černý pepř a zázvor. Oblíbeným dochucovadlem jsou rybí omáčka či sójová omáčka, krevetová omáčka a limetka. V kuchyni severního Vietnamu nedominuje jedna chuť, místní jídla jsou charakterizována jemnou a vyváženou chutí, která je výsledkem kombinace mnoha různých dochucovadel. Ze severního Vietnamu pochází mnoho slavných vietnamských jídel, jako je phở, bún riêu a bánh cuốn.

### Střední Vietnam

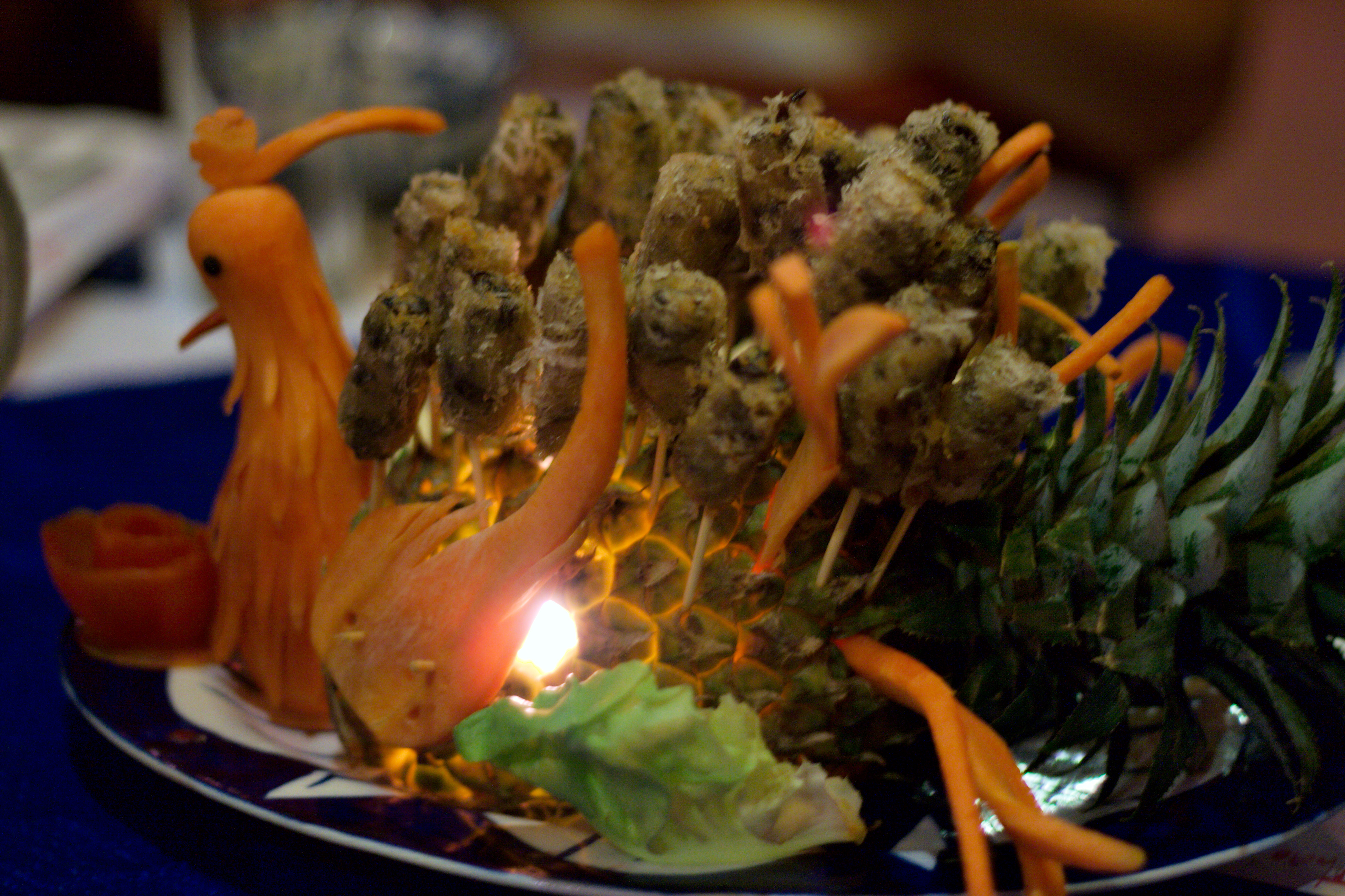
Jarní závitky podávané v malých porcích a zdobené ve stylu palácové kuchyně v Hue

Protože centrem středního Vietnamu je bývalé císařské město Hue, odrážejí místní jídla vliv vietnamské palácové kuchyně: pokrmy jsou zde pestré, velmi zdobené a tvořené důmyslnými chody, jež se podávají v malých porcích. Běžnými dochucovadly jsou zde čili papričky a krevetová omáčka. K místním jídlům patří bún bò Huế, bánh xèo a také mořské plody – specialitou jsou vaření krabi.

### Jižní Vietnam

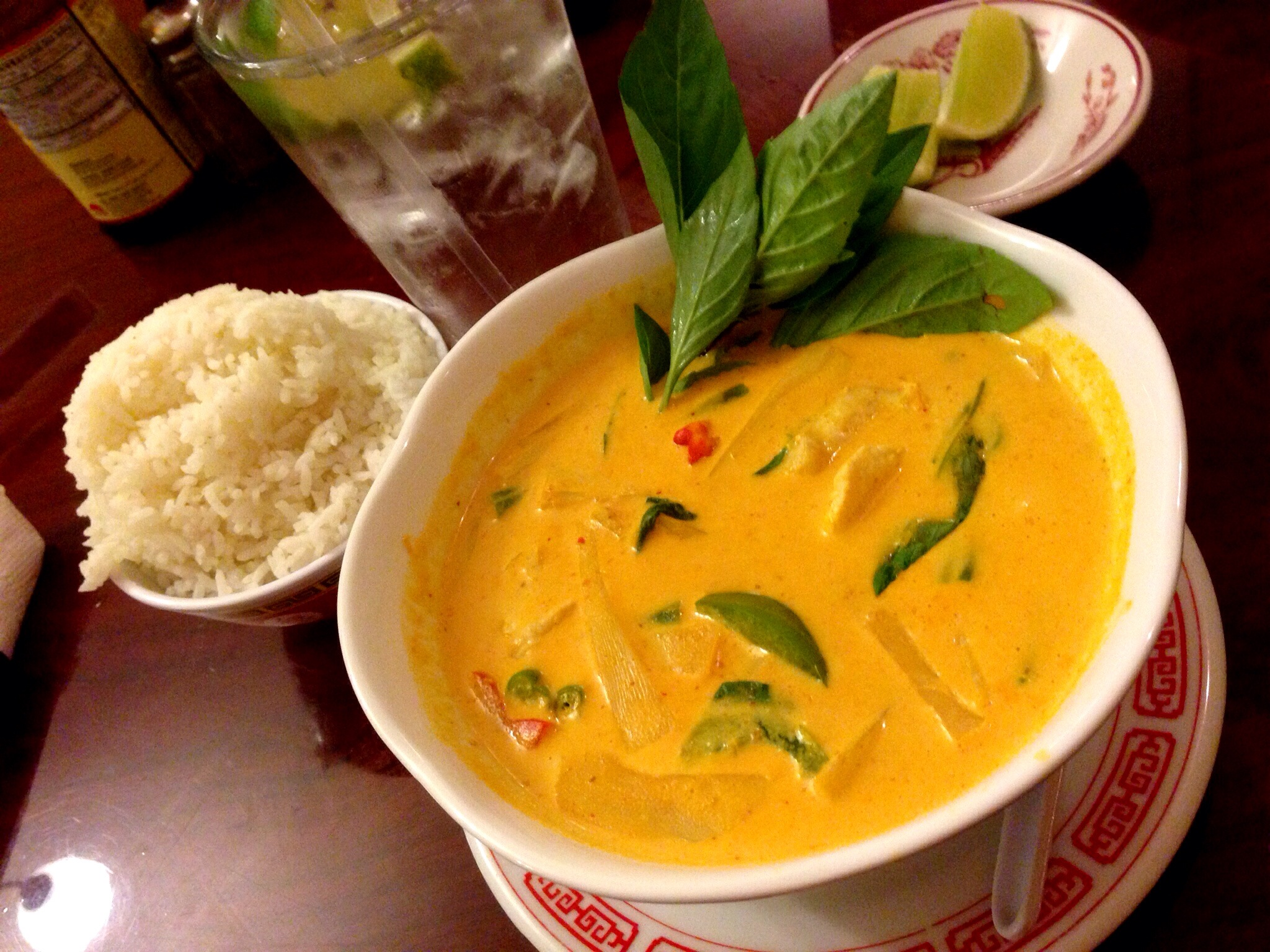
Vietnamské kuřecí kari (cà ri gà) s kokosovým mlékem

Kuchyně jižního Vietnamu je vzhledem ke své geografické poloze a historii ovlivněna kuchyní francouzských kolonistů, jihočínských přistěhovalců, Thajska, Kambodže nebo Malajsie. Jižní klima je příznivější pro pěstování rostlin, tudíž místní strava zahrnuje velkou škálu ovoce (durian, ananas, mango, karambola) a zeleniny. Na jihu se jídla připravují kratší dobu, obvykle se narychlo ogrilují nebo jedí čerstvá. K dochucování se používá více cukr a cukrová třtina, česnek, kokosové mléko, kurkuma, čili papričky nebo kari. Zejména na jihu je oblíbeným jídlem kari (cà ri), které se zde připravuje, obdobně jako například v Thajsku, dušením masa, zeleniny, různých druhů koření a bylinek a kokosového mléka a podává se s rýží nebo bagetou.

## Sváteční kuchyně

### Vietnamský Nový rok
Vietnamský Nový rok (Tết Nguyên Đán) patří k nejdůležitějším vietnamským svátkům. Jedná se o pohyblivý svátek připadající na termín od 21. ledna do 21. února. S oslavami je spjato mnoho tradičních jídel. V rámci oslav se připravené pokrmy obvykle nejdříve umístí na oltář, kde jsou symbolicky věnovány zemřelým předkům, a až po tomto ceremoniálu jsou zkonzumovány. Každá rodina si připravuje nejrůznější jídla podle vlastních preferencí, ale k těm nejtradičnějším jídlům, podávaným během oslav Nového roku, patří:
- Bánh chưng  – čtvercový koláč z lepkavé rýže plněný tučným vepřovým, pastou z mungo fazolí a dalšími ingrediencemi. Všechny potřebné suroviny se balí do banánových listů, ve kterých se několik hodin vaří. V jižním Vietnamu se tradičně připravuje bánh tét, obdobný koláč ve tvaru šišky.[31]
- Xôi  – pokrm připravený z lepkavé rýže vařený s nejrůznějšími ingrediencemi, například arašídy (xôi lạc), výhonky fazolí mungo (xôi đậu xanh) či s ovocem momordikou indočínskou (xôi gấc). Xôi gấc patří k nejoblíbenějším typům tohoto pokrmu kvůli své červené barvě, která je symbolem štěstí a budoucích úspěchů v dalším roce.
- Gà luộc – vařené kuře, jež patří k nejoblíbenějším jídlům. Kuřecí maso se obvykle vaří vcelku, poté se nakrájí a podává s citroníkovými listy a omáčkou ze soli a pepře.[32]
- Giò – druh vietnamské uzeniny připravené z najemno namletého vepřového (giò lụa) či z nasekaného vepřového kolena, hlavy, jazyka a jidášova ucha (giò xào).[30]
- Mứt – kandované ovoce, oříšky, semínka a cukrovinky, jako například kokos, ananas, zázvor, mrkev, dýně a dýňová semínka, lotosová semínka, karambola, sladké brambory, slunečnicová nebo melounová semínka. Mứt nejsou součástí slavnostní večeře, ale podávají se hlavně jako drobné občerstvení, když přijde návštěva, či k čaji.[32]

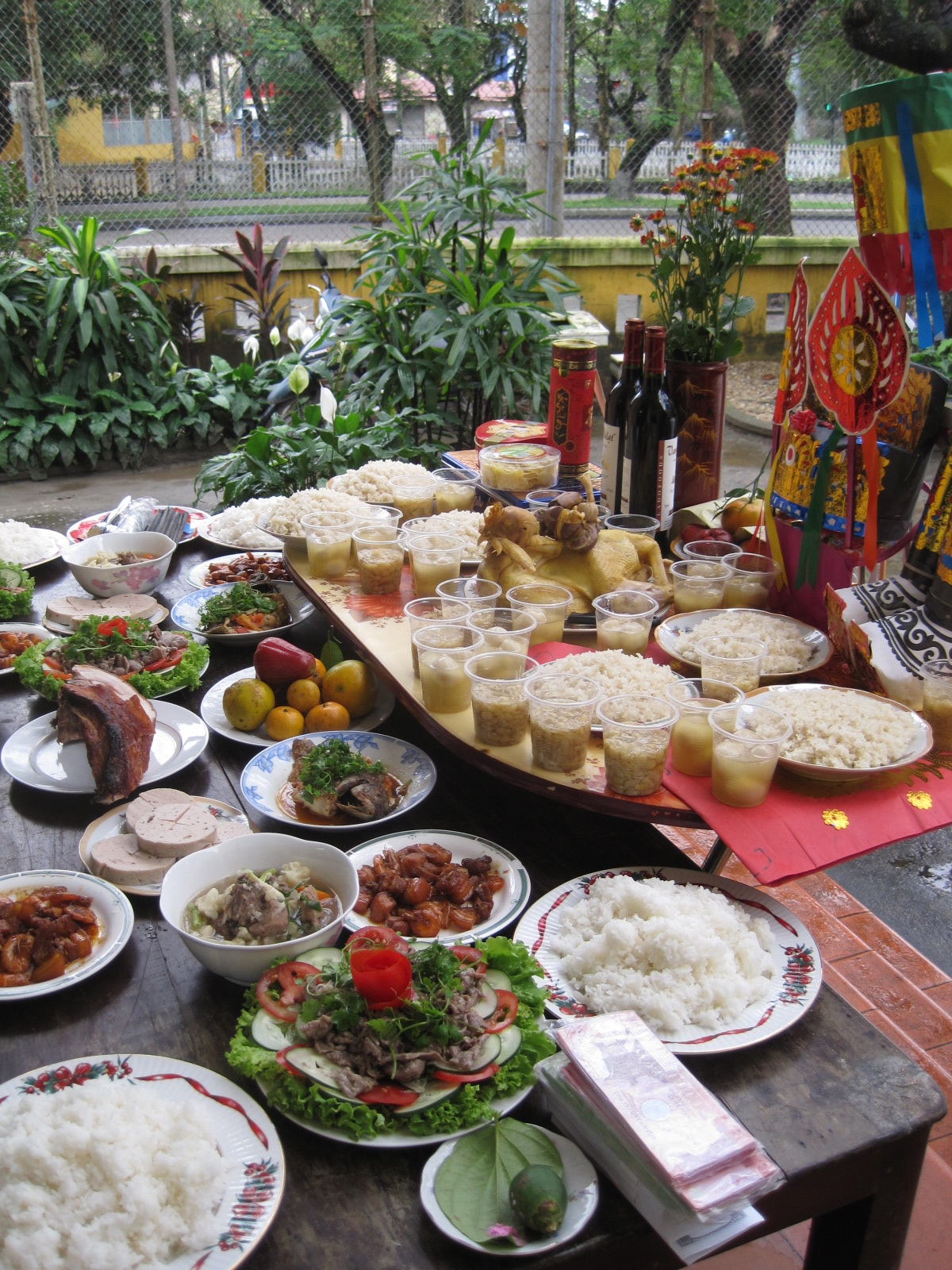
Obětiny na oltáři o Tết
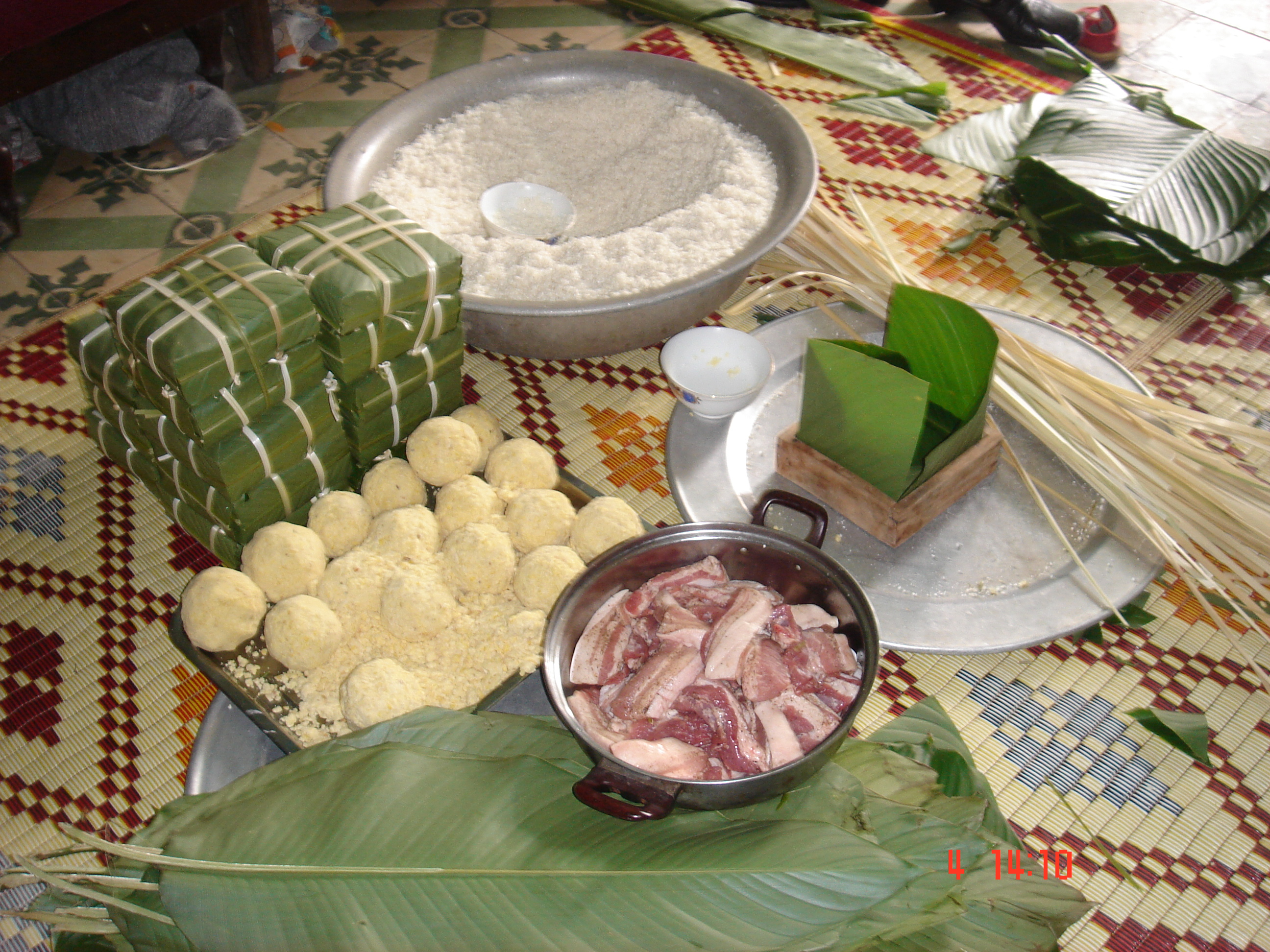
Ingredience potřebné k výrobě bánh chưng
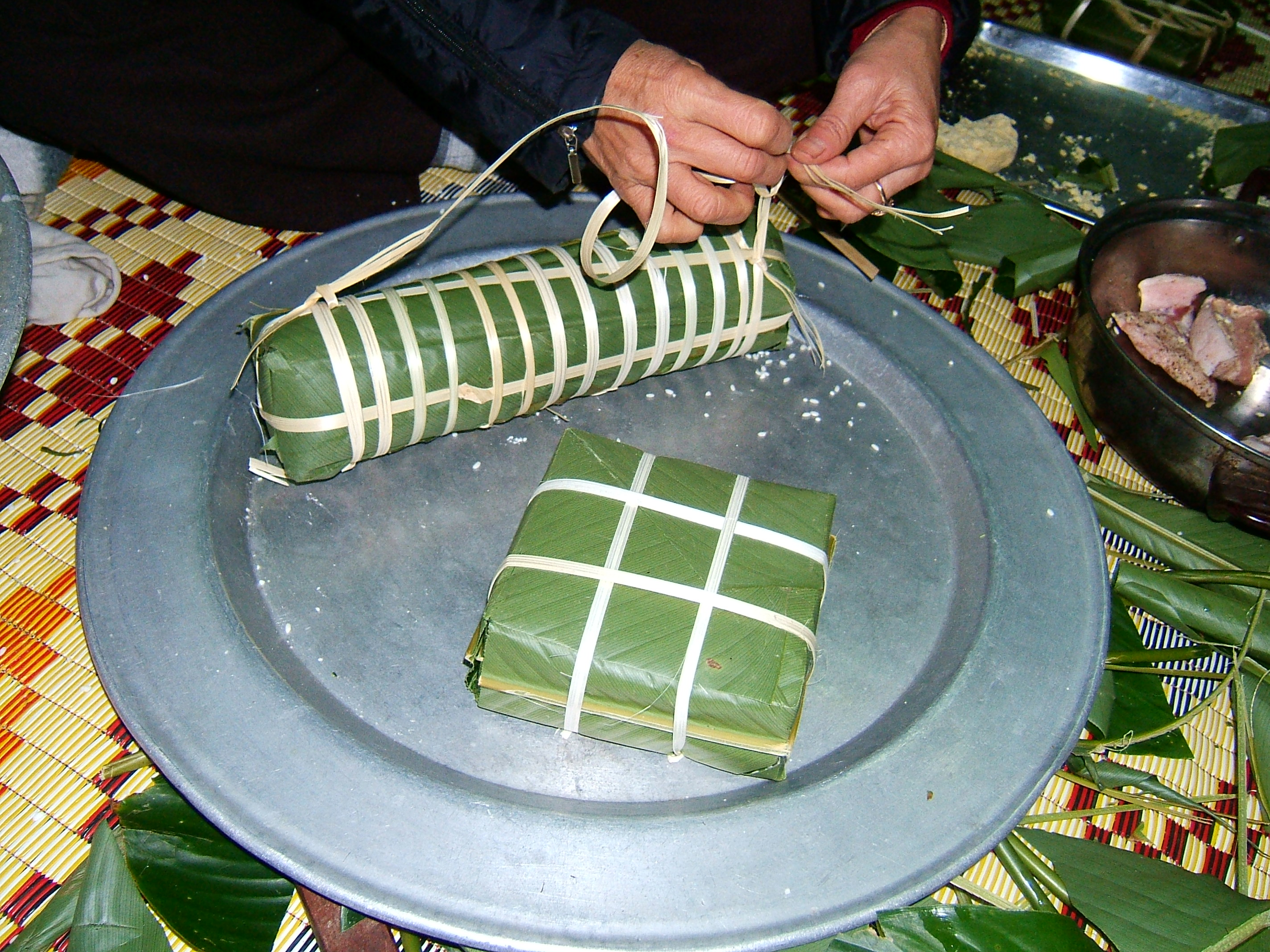
Zabalené bánh chưng a bánh tét
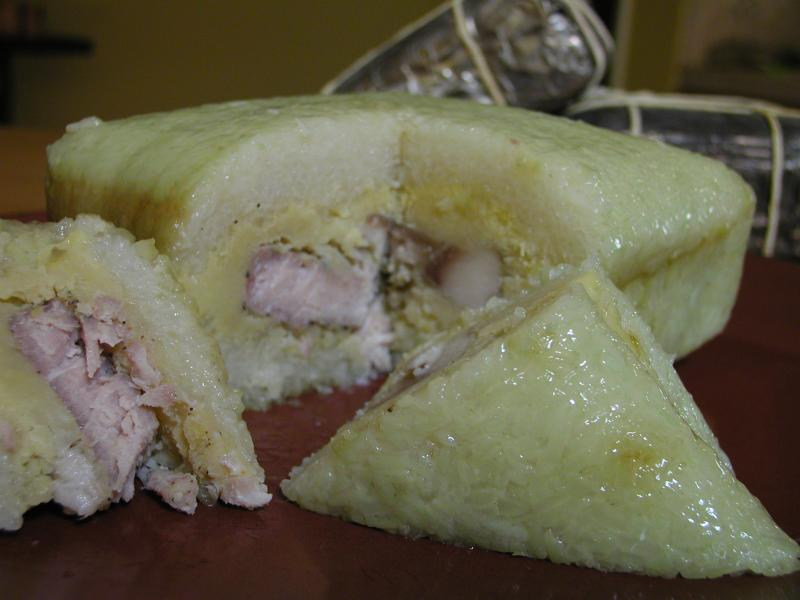
Bánh chưng
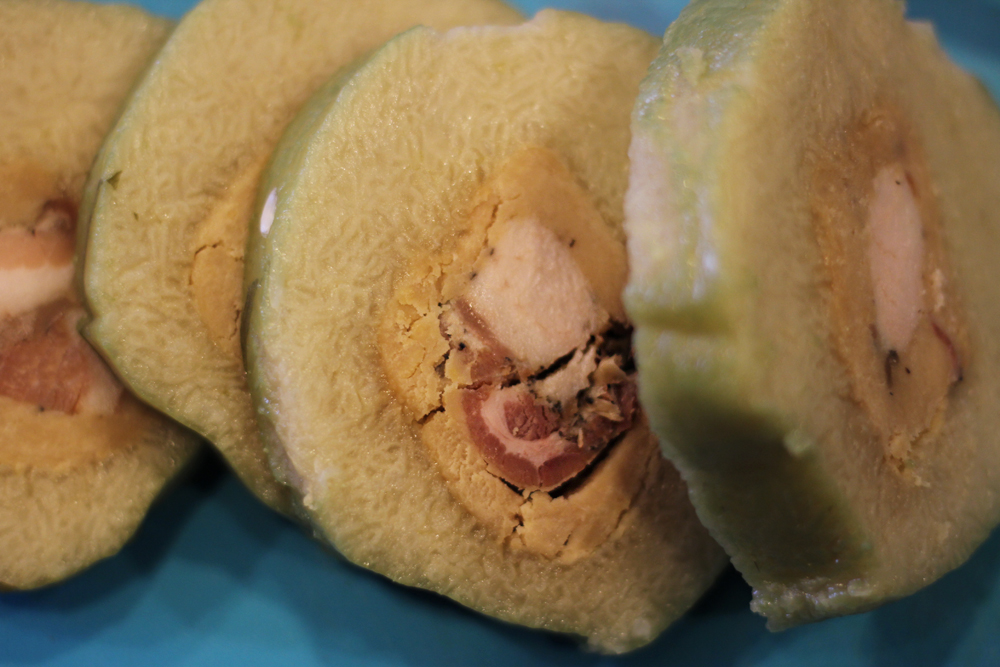
Plátky bánh tét
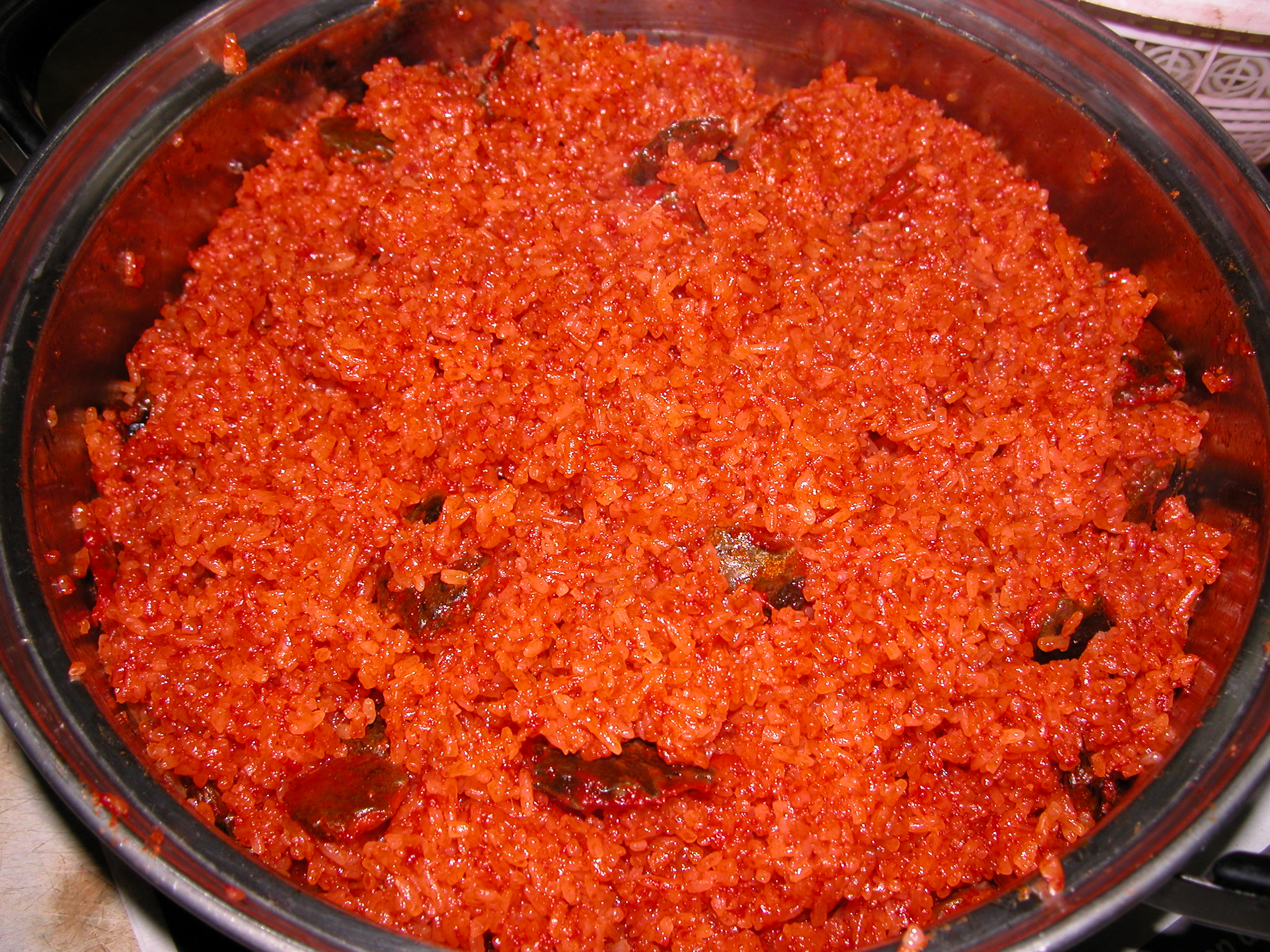
Rýžový pokrm xôi gấc
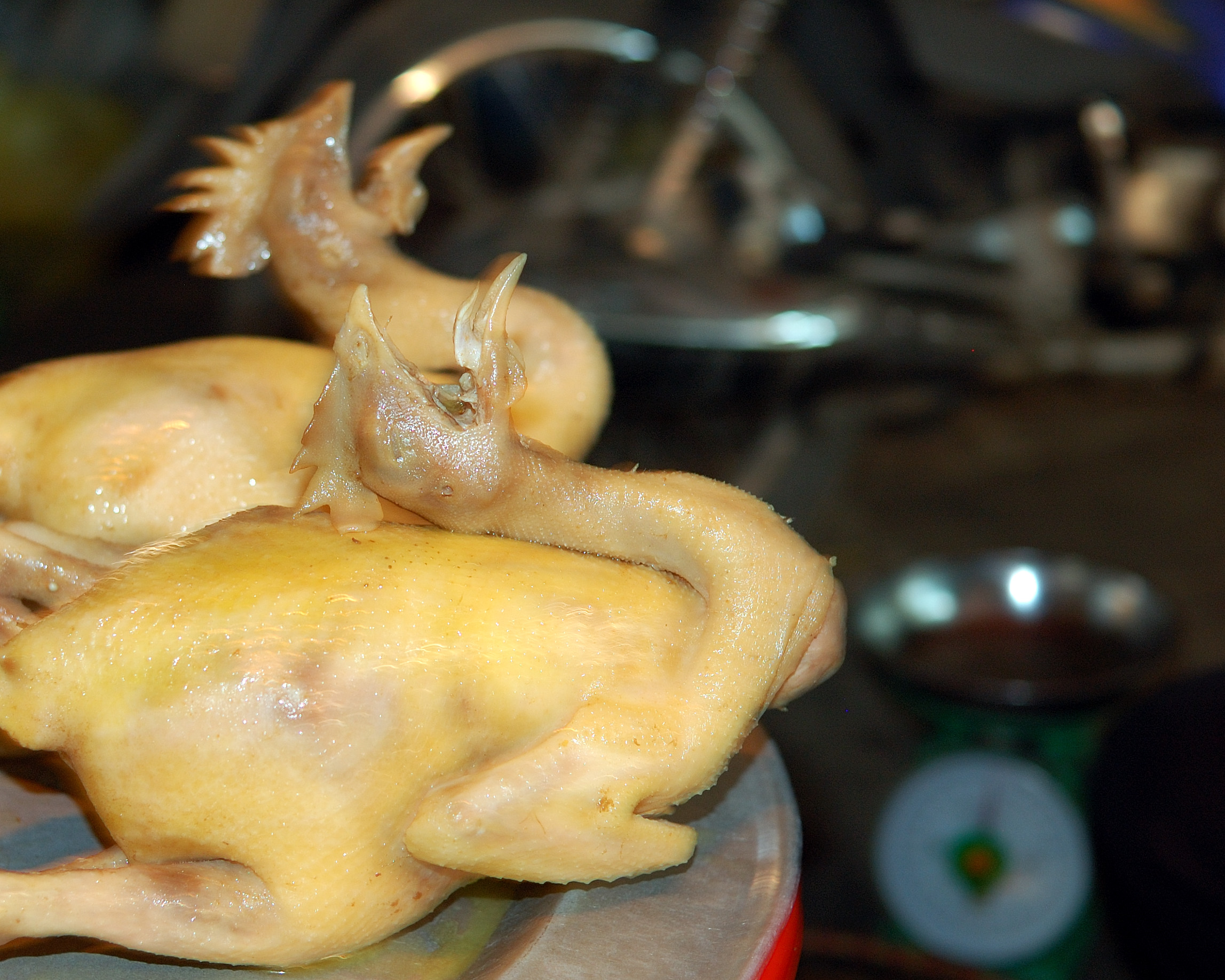
Vařená slepice
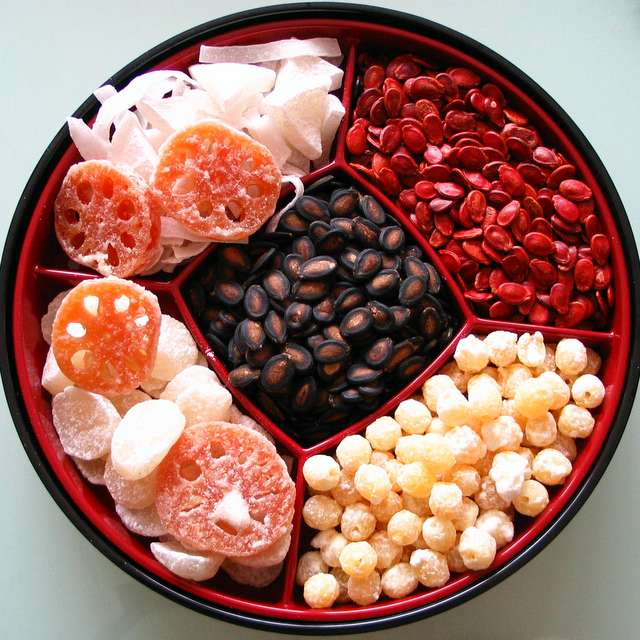
Kandované ovoce a sladkosti

## Vietnamská kuchyně ve světě
Mimo Vietnam je vietnamská kuchyně běžně dostupná v zemích s velkou menšinou vietnamských přistěhovalců, jako je Austrálie, Spojené státy, Kanada a Francie. Vietnamská kuchyně je také oblíbená například v Japonsku, Jižní Koreji, České republice, Německu, Polsku či Rusku a v zemích s výraznější asijskou populací.

### Česká republika
Vietnamská kuchyně se dostala do České republiky spolu s početnou vietnamskou menšinou. Zprvu se místní Vietnamci soustředili hlavně na provoz restaurací a fastfoodových bister, která nabízela spíše čínskou kuchyni, jež byla často neautenticky přizpůsobována požadavkům českých konzumentů. Autentická vietnamská kuchyně tak byla omezena na vybrané restaurace určené hlavně pro vietnamské zákazníky, které se nacházejí v tržnici TTTM Sapa v pražské Libuši, v holešovické tržnici nebo v Brně v tržnici na ul. Olomoucké.

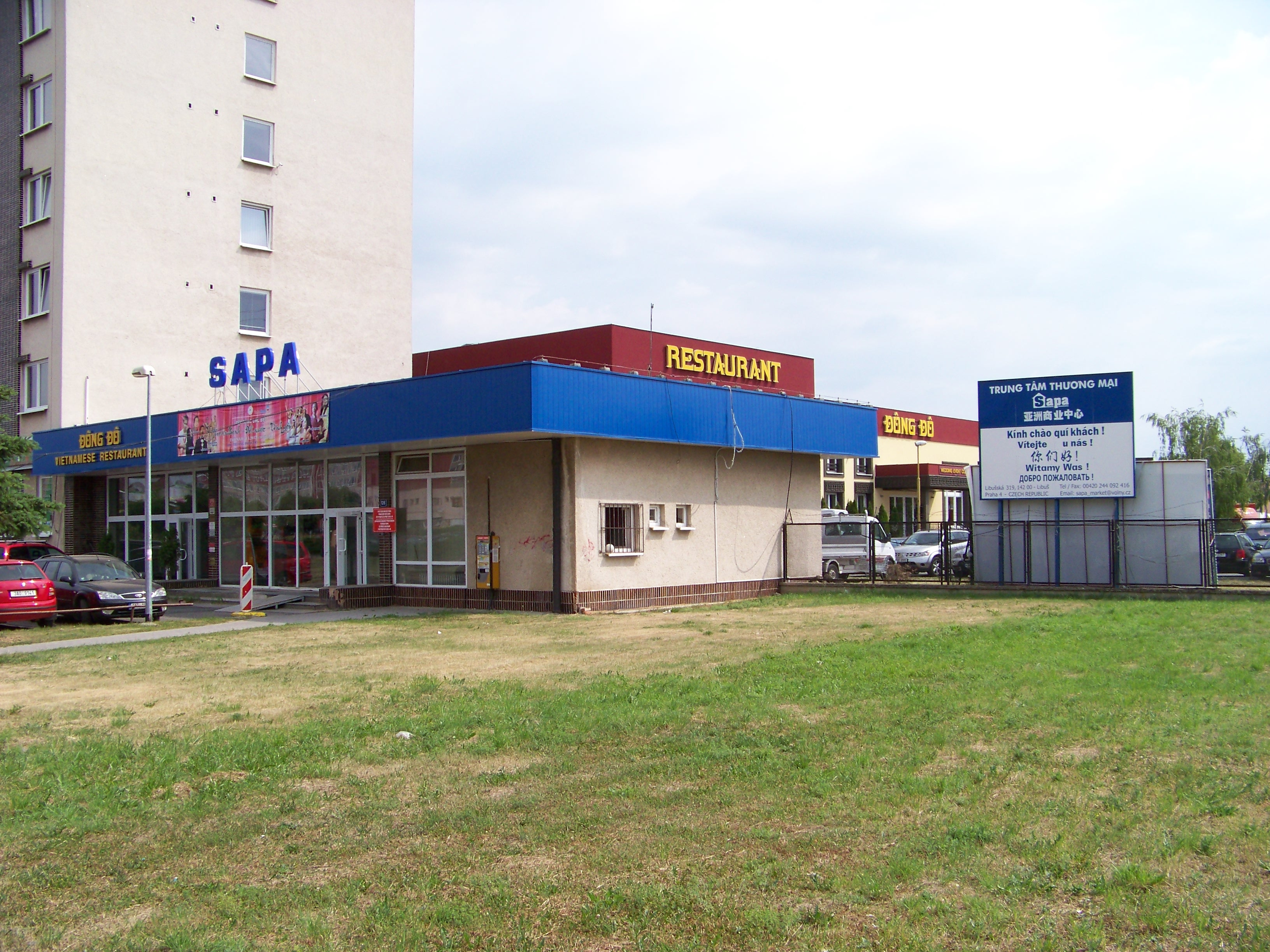
Vietnamská restaurace v areálu pražské tržnice TTTM Sapa

Přibližně od roku 2011 však probíhá rozvoj restaurací nabízejících tradiční vietnamskou kuchyni. O propagaci vietnamské kuchyně se snaží například bloggerky Trinh Thuy Duong a Nguyen Mai Huong, které jsou autorky blogu Viet Food Friends, v jehož rámci pořádají kurzy vaření nebo provádějí zájemce o vietnamskou gastronomii po tržnici Sapa. V posledních letech se čím dál tím víc popularizují komentované exkurze i od skupiny Sapa Trip, kteří nejen prezentují vietnamskou gastronomii, ale i vietnamskou komunitu a jejich kulturu v Česku.
V České republice se každoročně uskuteční několik festivalů vietnamského jídla. Jedním z největších je pražský food festival Ochutnej Vietnam, který se pravidelně koná v září a pokaždé jej navštíví několik tisíc milovníků vietnamské kuchyně. V dnešní době se mezi českými strávníky nejvíce zpopularizovaly pokrmy, jako je nudlová polévka phở, grilované vepřové bún chả, smažené závitky ném rán nebo nudlový salát bún bò nam bộ.

## Etiketa stolování a stravovací návyky
Ve Vietnamu se tradičně jí jídelními hůlkami a širokou lžicí, která se používá k jedení polévek a drží se levou rukou, zatímco v pravé se drží hůlky. Během jídla se podávají všechny chody současně a každý si nabírá hůlkami do své misky, přičemž se používá silnější konec hůlek, který se neklade do úst. Misky se při konzumaci drží blíže k ústům. Jako faux pas se považuje, když se hůlky kolmo zapíchnou do jídla. To připomíná tradici spojenou s pohřebními rituály, stejně jako v Číně nebo Japonsku. Na začátku vždy nejmladší vybídne starší, aby si posloužili jako první. Mlaskání či zašpinění ubrusu je považováno za neslušné. Vietnamci jsou zvyklí jíst společně a pomalu, což vyplývá z teplého a vlhkého klimatu Vietnamu, kvůli kterému nejsou místní zvyklí vykonávat jakoukoliv práci a pohyb příliš rychle. Během jídla se tak obvykle řeší i různé důležité rodinné nebo obchodní záležitosti.